# Рєпа Андрій Анатолійович
Андрій Анатолійович Рєпа (23 грудня 1977, Київ) — український перекладач, літературознавець, філософ, культуролог, есеїст.

## Біографія
Навчався в черкаській Першій міській гімназії ім. Михайла Драй-Хмари в класі заслуженого вчителя історії та правознавства Валерія Анатолійовича Силенка. Мати — вчитель французької мови та літератури, батько — громадський діяч, який у 1980-90-ті рр. був учасником Народного Руху України, членом ранньої Української Християнсько-Демократичної партії.
1999 року Андрій Рєпа став бакалавром, а 2002-го — магістром факультету гуманітарних наук Національного університету «Києво-Могилянська академія». Лауреат Премії Григорія Сковороди за найкращий переклад з французької мови, яку здобував двічі: в 2010 та 2014 роках. Премією були відзначені його переклади книг «Концепт моделі» Алена Бадью, «Трактат атеології» Мішеля Онфре, «Учитель-незнайко» Жака Рансьєра, які вийшли у видавництві «Ніка-Центр», і «Теперішнє, нація, пам'ять» П'єра Нора, яка вийшла у видавництві «Кліо». 
Співпрацював з видавництвами «Ніка-Центр», «Дух і літера», часописами «Ї» і «Спільне», газетою «Дзеркало тижня». Закінчив аспірантуру Національного університету «Києво-Могилянська академія», стажувався в університеті Марка Блока (м. Страсбург, Франція). Брав участь у великому проекті перекладу «Європейського словника філософій». Входив до редколегії часопису «ПРОStory» до моменту випуску числа «Віра, порно, любов» (2012). У 2014 році книга «Століття» Алена Бадью в перекладі Андрія Рєпи стала переможцем Всеукраїнського рейтингу «Книжка року» в номінації «Софія». 

### Нагороди
2021 року Андрія Рєпу нагороджено медаллю «Іван Франко» Національної академії педагогічних наук України за переклад праці Ж. Дюрана «Антропологічні структури уявного».

## Переклади книг
- Дюран, Жільбер. Антропологічні структури уявного. — К.: Видавничий дім "Києво-Могилянська академія", 2021. — 560 с.
- Латур, Брюно; Колгас, Рем та ін. А комусь ще подобаються міста? Екологія проти модернізації. — К.: IST Publishing, 2021. — 164 с.
- Картьє-Брессон, Анрі. Інтерв'ю та розмови: 1951—1998. — К.: IST Publishing, 2021.  — 172 с.
- Пастуро, Мішель. Кольори наших споминів. — К.: Ніка-Центр, 2020. — 232 с.
- Бадью, Ален. Похвала політиці. — К.: Ніка-Центр, 2019. — 224 с. (післямова: "Похвала солідарності")
- Бурбо Ліз. Слухай своє тіло. — Х.: КСД, 2019. — 256 с.
- Дольто, Франсуаза. Боротьба за дитину. — Х.: КСД, 2018. — 672 с.
- Балібар, Етьєн. Вийти з доби міжвладдя. — В кн.: Путівник Київського Інтернаціоналу. — К.: Медуза, 2018. — С. 176 —185.
- Смаджа, Ерік. Сміх. — К.: Ніка-Центр, 2017. — 160 с. (післямова: "Трагедія сміху")
- Онобль, Ерік. Революція 1917 року: французький погляд. 100 років тлумачень і репрезентацій. — К.: Ніка-Центр, 2016. — 244 с.
- Бадью, Ален. Етика. Нарис про розуміння зла. — К.: Комубук, 2016. — 192 с. (у співпраці з Володимиром Артюхом)
- Донасьєн Альфонс Франсуа де Сад. Філософія в будуарі. Діалоги, призначені для навчання молодих дівчат. — К.: Комубук, 2016. — 272 с.
- Онфре, Мішель. Сила життя. Гедоністичний маніфест. — Київ: Ніка-Центр, 2016. — 192 с.
- Балібар, Етьєн. Saeculum. Культура, релігія, ідеологія // Спільне. — 2014. — № 8. — С. 140—149.
- Тоскано, Альберто. Переосмислюючи Маркса і релігію // Спільне. — 2014. — № 8. — С. 13—28.
- Бадью, Ален. Бог помер // Спільне. — 2014. — № 8. — С. 29—34.
- Бадью, Ален. Століття. — Львів: Кальварія; К.: Ніка-Центр, 2014. — 312 c.
- Нора, П'єр. Теперішнє, нація, пам'ять. — Київ: Кліо, 2014. — 272 с.
- Бенсаїд, Даніель. Багаж вигнанця: Троцький, революції та складники непідробного троцькізму. — В кн.: Український Троцький: Тексти Лева Троцького про Україну. — Одеса: ВМВ, 2013. — С. 31—42.
- Рансьєр, Жак. Учитель-незнайко. П'ять уроків із розкріпачення розуму. — Київ: Ніка-Центр, 2013. — 168 с.
- Бадью, Ален. Хвала любові // ПроSTORY. — 2012. — № 5. — С. 4—13.
- Греки, араби і ми. Дослідження ісламофобії в гуманітарних науках / за ред. Ф. Бютґена, А. де Лібера, М. Рашеда, І. Розьє-Катак. — Київ: Ніка-Центр, 2012. — 304 с.
- Леві, Міхаель. Генрі Форд — натхненник Адольфа Гітлера. Провісники і союзники нацизму в США // Спільне. — 2012. — № 5. — С. 73—78.
- Солерс, Філіп. Війна смаку. — Київ: К. І. С., 2011. — 472 с.
- Онфре, Мішель. Трактат атеології. Фізика метафізики. — Київ: Ніка-Центр, 2010. — 216 с.
- Європейський словник філософій: Лексикон неперекладностей. Т. 1. — Київ: Дух і літера, 2009. — 576 с. (статті: «Французька мова», «Громадянське суспільство», «Правова держава», «Праксис»)
- Бадью, Ален. Концепт моделі. Вступ до матеріалістичної епістемології математики. — Київ: Ніка-Центр, 2009. — 232 с.
- Ле Руа Ладюрі, Емманюель. Коротка історія клімату: від середньовіччя до наших днів. — Київ: Ніка-Центр, 2009. — 144 с.
- Бенсаид, Даниэль. Большевизм и 21 век. — Москва: Свободное марксистское издательство, 2009. — 108 c. (у співпраці)
- Балибар, Этьен. О диктатуре пролетариата (1977). — Киев: contr.info, 2008. — 108 с. (у співпраці) (mediafire)
- Балібар, Етьєн. Ми, громадяни Європи? Кордони, держава, народ. — Київ: Курс, 2006. — 354 с. — (Серія наукових перекладів «ZETEΣIΣ»). — ISBN 966-7197-03-1

## Наукове редагування
- Дебре, Режіс. Інтелектуальна влада у Франції / Пер. з фр. В. Артюха. — К.: Дух і літера, 2008. — 308 с. (післямова: «Інтелектуальна влада медіасфери: культура, гегемонія і виклик технологій»)
- Рудинеско, Елізабет. Навіщо нам психоаналіз? / Пер. з фр. Є. Марічева. — К.: Ніка-Центр, 2008. — 176 с. (передмова: «Історія психоаналізу між структурами та суб'єктом»)
- Ґосепат, Ш., Ломанн, Ґ. (ред.) Філософія прав людини / Пер. з нім. О. Юдіна та Л. Доронічевої. — К.: Ніка-Центр, 2008. — 320 с. (передмова: «Права людини: філософія долання перешкод»)
- Європейський словник філософій: Лексикон неперекладностей. — К.: Дух і літера, 2009. — 576 с. (у співпраці)
- Жижек, Славой. Против прав человека / Пер. с англ. Д. Колесника. — М.: Свободное марксистское издательство, 2010. — 34 с.
- Монжен, Олів'є. Виклики скептицизму. Зміни інтелектуального пейзажу Франції / Пер. з фр. Т. Голіченко, С. Йосипенко, А. Рєпи. — К.: Дух і літера, 2011. — 360 с.
- Літтел, Джонатан. Благоволительки: роман / пер. з франц. Л. Кононовича . — К.: Благодійна організація "Фонд пам'яті Бабин Яр", 2021. — 720 с.

## Філософія
- Кантен Меясу. Після cкінченності. Нарис про необхідність контингентності. Переклад з французької Андрій Ріпа. Видавництво Контур, 2024. — 196 с., ISBN 978-617-95448-1-1.
- Альтернатива Йозефа Бойса — в кн. Бойс, Йозеф. Кожна людина — художник. — К.: Medusa, 2020. — C. 252—263.
- Крик галльського півня: революція і ліва політика у Франції. — в кн. Ліва Європа: збірник статей. — К.: ЦСТД, 2017. — с. 10 —55.
- Політична філософія природи: екотехніка та суб'єктивація. — в кн. Філософія природи: Монографія. — К.: ПАРАПАН, 2006. — с. 167—201.
- "Хіазм" поетики та політики у франко-німецькому культурному контексті // Маґістеріум. Вип. 19. — 2005. — С. 75—79.
- Ерос споживання. Пролегомени до студій з садо-марксизму // Ї. Незалежний культурологічний часопис. — 33/2004. — с. 96—111.
- Місце епохи Просвітництва в історії семіотичних учень: випадок Кондільяка // Наукові записки НаУКМА. — 2004. — Т. 24. — С. 29—35.
- Зміни поняття ідеології в сучасній культурі: від семіо- до медіасфери // Маґістеріум. Вип. 12. — К.: КМ Академія, 2003. — С. 27—33.